# Vicia barbazitae
Vicia barbazitae là một loài thực vật có hoa trong họ Đậu. Loài này được Ten. & Guss. miêu tả khoa học đầu tiên.